# Amsterdamse Vrijwillige Burgerwacht

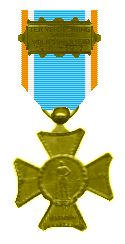
Het in 1923 ingestelde Kruis voor oud-gedemobiliseerden 1914-1918 van de Amsterdamse Vrijwillige Burgerwacht

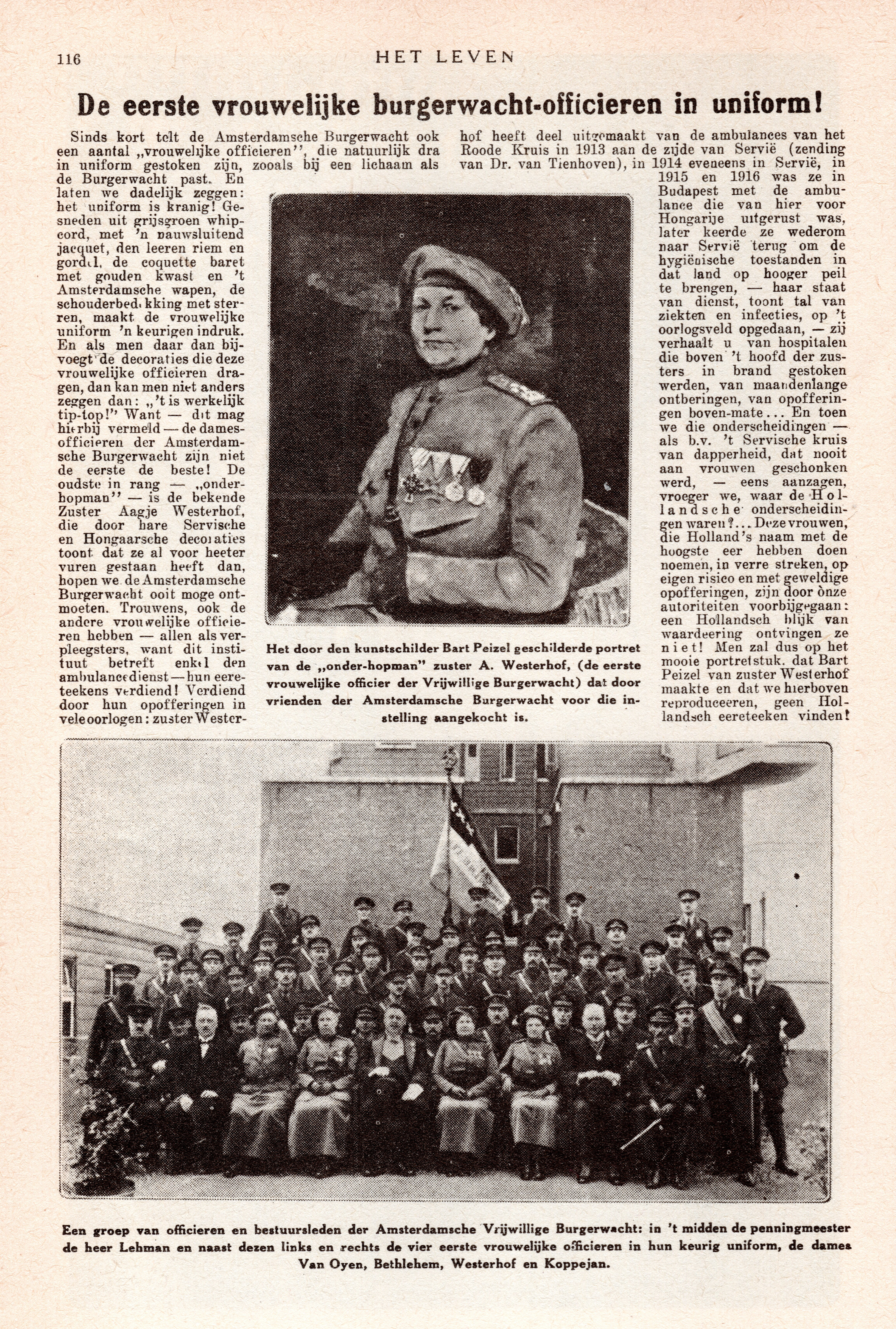
Eerste vrouwelijke officieren in de Amsterdamse Vrijwillige Burgerwacht

De Amsterdamse Vrijwillige Burgerwacht was een paramilitaire organisatie. De burgerwachten in de grote steden waren in 1918 gevormd om op te treden tegen 'revolutionaire woelingen'. De Nederlandse autoriteiten waren erg geschrokken van de Russische Revolutie en de opstanden in Duitsland en Oostenrijk. In Amsterdam dreigde onder de slecht gehuisveste en slecht gevoede bevolking meer dan eens een oproer. Burgers in het uniform van de Vrijwillige Burgerwacht oefenden in het hanteren van wapens. Zij waren in deze zin de opvolgers van de in 1907 opgeheven schutterijen.
De Amsterdamse Vrijwillige Burgerwacht moest in eerste instantie de hoofdstad Amsterdam behoeden voor een socialistische machtsovername zoals Troelstra die in 1918 had aangekondigd maar niet had verwerkelijkt. De burgerwacht was conservatief en steunde het Oranjehuis en de status quo van de Nederlandse democratisch rechtsorde. In de eerste jaren moesten de sociaaldemocraten dan ook niets van de burgerwachten, en ook niet van de strijdkrachten en de Oranjes, weten. Onder invloed van de opkomst van het fascisme werd de SDAP meer geneigd om zich met de andere democratische partijen, en het koningshuis, te verzoenen. Al vóór 1940 zagen de Nederlandse sociaaldemocraten dat de Vrijwillige Burgerwachten een politiek gesproken tegengestelde rol konden spelen in de strijd van de socialistische arbeidersbeweging tegen het fascisme. Binnen de Vrijwillige Burgerwachten vormden de leden van moderne vakorganisaties aparte vendels. Van het "Rode Vendel" in Amsterdam was de SDAP'er Henk van Laar de commandant. In de oorlog definieerde hij het doel van de burgerwachten om de beroepspolitie zo nodig te helpen bij het voorkomen van een 'bijltjesdag' na de bevrijding.
De Amsterdamse Vrijwillige Burgerwacht stond aan de wieg van de latere Vereniging Amsterdamse Vrijwillige Politie.

## De onderscheidingen van de Amsterdamse Vrijwillige Burgerwacht
Amsterdam heeft zijn vrijwillige burgerwachten vaak onderscheiden. De hoofdstad was politiek onrustig en de burgerwacht ondersteunde het stadsbestuur,
Er waren, behalve de kruisen en medailles van de in 1907 opgeheven Schutterij, de volgende decoraties beschikbaar:
- De Eremedaille van de Amsterdamse Vrijwillige Burgerwacht 1918
- Het Kruis voor oud-gedemobiliseerden 1914-1918 van de Amsterdamse Vrijwillige Burgerwacht 1923
- De Broederschapsorde der Vrijwillige Burgerwachten 1930
- De Draagpenning 24-uurs afstandritten der Amsterdamsche Vrijwillige Burgerwacht 1932
- Het Herinneringskruis 1938 van de Amsterdamse Vrijwillige Burgerwacht 1938

De Nederlandse Bond van Vrijwillige Burgerwachten waarvan ook Amsterdam lange tijd deel uitmaakte had eigen onderscheidingen zoals het Kruis voor Koningschutter van de Nederlandse Bond van Vrijwillige Burgerwachten en de Medaille voor Bijzondere Toewijding van de Nederlandse Bond van Vrijwillige Burgerwachten waarvoor de Amsterdammers ook in aanmerking kwamen.